# Egernia striolata
Espèce
Synonymes
- Tropidolepisma striolatum Peters, 1870
- Tropidolepisma dorsale Peters, 1874

Egernia striolata ou (scinque arboricole) est une espèce de sauriens de la famille des Scincidae.

## Répartition
Cette espèce est endémique d'Australie. Elle se rencontre dans le Territoire du Nord, au Queensland, en Australie-Méridionale, au Victoria et en Nouvelle-Galles du Sud.

## Habitat
Ce scinque arboricole peuple les zones arides et rocheuses, ainsi que les forêts d’eucalyptus.

## Description
C'est un saurien vivipare. Il mesure une quinzaine de centimètres pour un poids avoisinant les quarante cinq grammes.

## Alimentation
Egernia striolata est une espèce omnivore, mais se nourrit essentiellement d'insectes, occasionnellement de fruits et de végétaux.

## Galerie

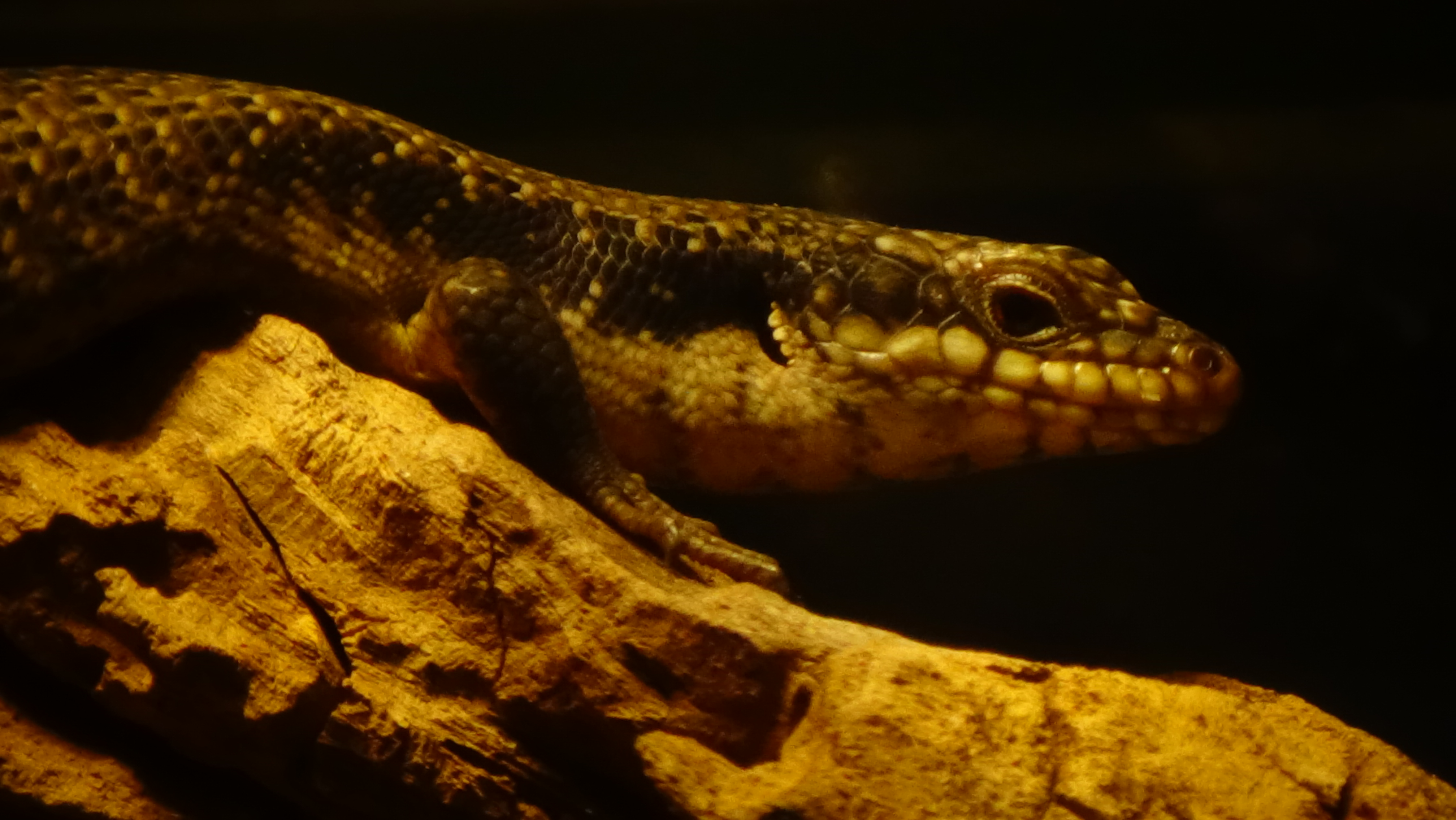
Ménagerie du jardin des plantes - Paris/France
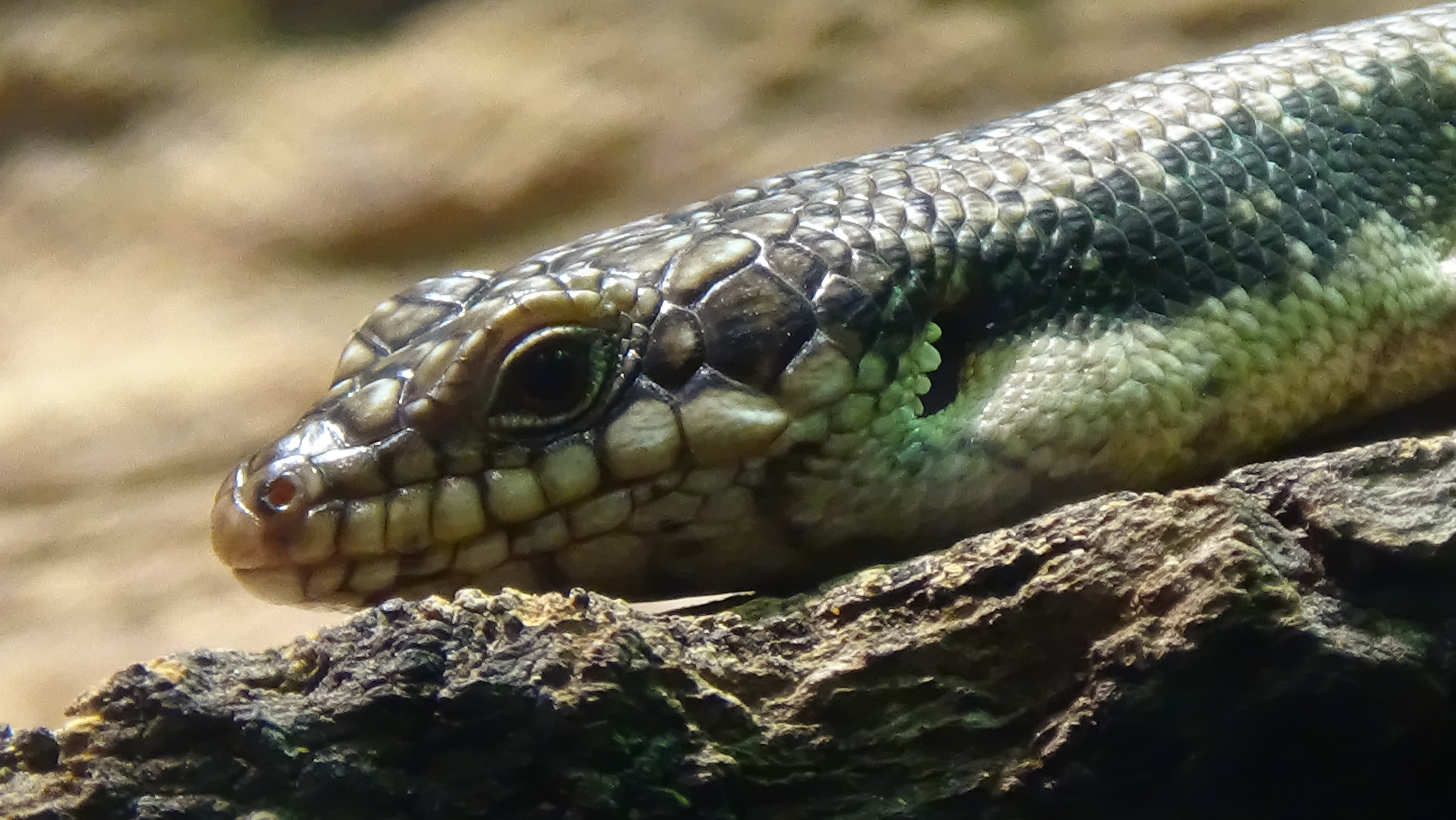
Ménagerie du jardin des plantes - Paris/France
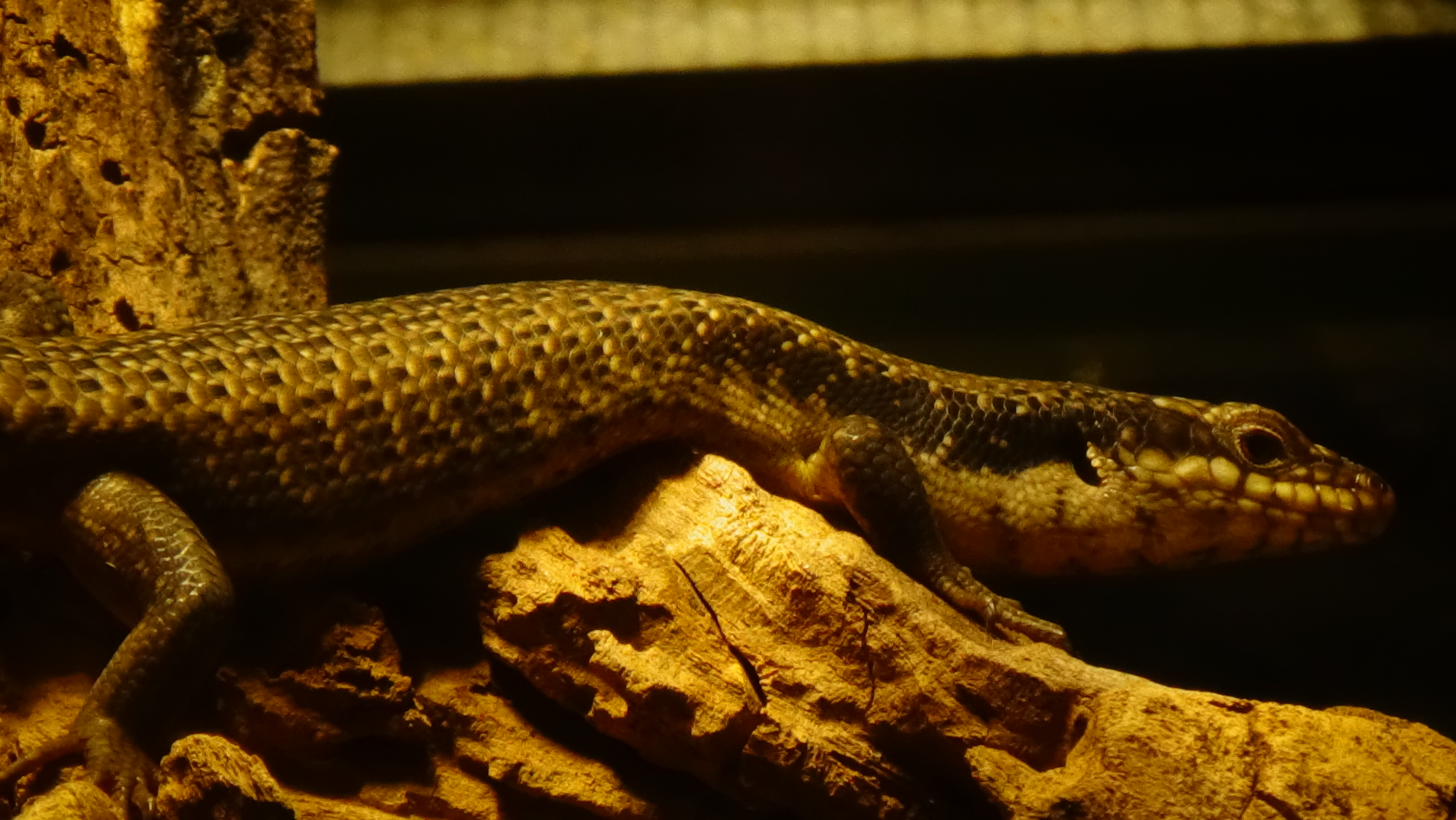
Ménagerie du jardin des plantes - Paris/France

## Publication originale
- Peters, 1870 : Eine Mitteilung über neue Amphibien (Hemidactylus, Urosaura, Tropidolepisma, Geophis, Uriechis, Scaphiophis, Hoplocephlaus, Rana, Entomogossus, Cystignathus, Hylodes, Arthroleptis, Phyllobates, Cophomantis) des Königlich-zoologischen Museums. Monatsberichte der Königlich Preußischen Akademie der Wissenschaften zu Berlin , vol. 1870, p. 641-652 (texte intégral).